# 石橋産業事件
石橋産業事件（いしばしさんぎょうじけん）とは、石油卸会社「石橋産業」をめぐり手形詐欺と汚職が発覚した事件。

## 手形詐欺事件
許永中は、建設会社新井組の株を担保に、京都のノンバンクから受けていた融資の支払いなどを逃れ、新井組株を入手して許の資金繰りにあてるなどの目的で、東京の石油商社の石橋産業の社長を欺いて約束手形を交付させようと計画した。
1996年4月と6月に額面計179億円余の約束手形を交付。その際に手形の決済資金は自分が用意するなどと偽り、この手形をノンバンクに差し入れた。また、1996年8月と10月には、石橋産業側に新たな手形を作成させ、古い手形と交換させた。
許は手形振り出しの際、「手形は決済せずにノンバンクに形式的に差し入れるだけ」と説明したが、手形は無断で決済に回され、譲渡する約束をしていた新井組株約985万株はほとんどが売却などで処分された。
この事件では、許に対し懲役6年、元検察官で弁護士の田中森一に対し懲役3年の判決が確定し、刑務所に収監された。

## 若築建設事件
旧建設省発注の工事などをめぐり、石橋産業の子会社（当時）である若築建設から政界に賄賂が流れた事件。
中尾栄一が第1次橋本内閣で建設大臣在任中、第41回衆議院議員総選挙公示日翌日の1996年10月9日、公共工事発注の口利きの見返りに現金2,000万円と小切手1,000万円の計3,000万円の賄賂を受け取った受託収賄罪容疑で、2000年6月30日に東京地検特捜部は中尾を逮捕した。
また、上記の賄賂とは別に1996年6月から9月にかけて、若築建設会長から毎月1000万円ずつ計3000万円の賄賂を受け取った。6月に大臣公用車内で、8月に建設大臣室で、9月には秘書官を若築建設会長の義兄の事務所に受け取りに行かせた。
こうして得た賄賂は大半は甲府市の自宅金庫や東京都内の居宅などの金庫に分散して保管されていた。
2000年7月21日、東京地検特捜部は中尾を1996年10月9日に3,000万円の賄賂を受け取った容疑に関して、受託収賄罪で起訴した。同時に1996年6月から9月にかけて別に3000万円を受け取った受託収賄容疑で再逮捕した。
2004年9月7日、最高裁第三小法廷（上田豊三裁判長）は中尾側の上告を棄却したため、中尾に対する懲役1年10か月、追徴金6,000万円の実刑判決が確定した。しかし、病気のため刑の執行を受けることのないまま、2018年11月18日に中尾は病死した。
この事件では、フィクサーと呼ばれた福本邦雄も逮捕されている（後に不起訴）。
この事件を教訓に、公職にある者等のあっせん行為による利得等の処罰に関する法律（通称「あっせん利得処罰法」）が制定された。